# Појана (Вранча)
Појана (рум. Poiana) насеље је у Румунији у округу Вранча у општини Вранчоаја. Oпштина се налази на надморској висини од 345 m.

## Становништво
Према подацима из 2002. године у насељу је живело 769 становника, од којих су сви румунске националности.